# فيتالي دياكوف
فيتالي دياكوف (بالروسية: Дьяков, Виталий Александрович)‏ هو لاعب كرة قدم روسي في مركز الدفاع، ولد في 31 يناير 1989 في كراسنودار في روسيا. شارك مع منتخب روسيا الثاني لكرة القدم. أما مع النوادي، فقد لعب مع توم تومسك ودينامو موسكو ودينامو مينسك وسيفاسبور ولوكوموتيف موسكو ونادي روستوف ونادي سبارتاك موسكو 2 لكرة القدم.

## وصلات خارجية
- فيتالي دياكوف على موقع اتحاد تركيا (لاعب) (الإنجليزية)
- فيتالي دياكوف على موقع قاعدة بيانات كرة القدم.إي يو (الإنجليزية)
- فيتالي دياكوف على موقع Soccerway.com (الإنجليزية)
- فيتالي دياكوف على موقع عالم كرة القدم.نت (الإنجليزية)